# Pamphobeteus vespertinus
Pamphobeteus vespertinus é uma espécie de aranha pertencente à família Theraphosidae (tarântulas).